# Parco Mediceo di Pratolino
Il parco Mediceo di Pratolino si trova nella località omonima presso Vaglia, nella città metropolitana di Firenze, in via Fiorentina 276, ed è uno dei più belli e vasti di tutta la Toscana, tra i più importanti giardini in stile inglese. Realizzato nel '500 per volontà della famiglia Medici, esso costituiva l'area di pertinenza della villa medicea di Pratolino, la più importante tra quelle edificate dalla famiglia nelle colline fiorentine. Realizzato originariamente secondo le regole del giardino "all'italiana", riccamente dotato di sculture e di complessi e curiosi giochi d'acqua, cadde nei secoli progressivamente in abbandono e fu spogliato delle sue sculture e delle sue macchine idrauliche. Successivamente alla radicale trasformazione del parco all'inizio dell'800 in un giardino "all'inglese" e della demolizione della villa medicea per volontà dei Lorena, l'intero complesso assunse per circa un secolo la denominazione di Villa Demidoff, dal nome della famiglia proprietaria di origine russa Demidoff, che adibì a sede della villa un edificio secondario (paggerie), ingrandendolo e ristrutturandolo. Attualmente l'intero complesso è un parco pubblico di proprietà della Città metropolitana di Firenze.

## Storia

### Francesco I e Buontalenti
La grande tenuta di Benedetto Uguccioni fu acquistata nel 1568 da Francesco I de' Medici, non ancora granduca. Il terreno era piuttosto lontano da Firenze in una zona aspra e scoscesa ai piedi dell'Appennino. Francesco affidò a Bernardo Buontalenti l'incarico di edificare una splendida villa (1569-1575) per il soggiorno della sua seconda moglie Bianca Cappello. La villa di Pratolino, nel complesso delle ville medicee d'importanza strategica per il luogo o per le attività agricole o per altri motivi, doveva rappresentare la concessione principesca al puro lusso, dove tutto era improntato alla massima magnificenza. Le "meraviglie" di Pratolino furono, prima ancora di venire completate, oggetto d'esaltazione e d'encomio in poemetti e altri resoconti, quasi a giustificarne il costo colossale di 782.000 scudi, il doppio, per fare un esempio, della spesa occorsa per completare gli Uffizi.
Posto al centro di un grande parco di abeti ricco di fantasiose trovate e di fontane monumentali, il palazzo mediceo era caratterizzato da una serie di grotte artificiali dotate di giochi  con automi, scherzi d'acqua e scenari impreziositi dalla presenza di statue antiche, madreperle, pietre dure e marmi pregiati. Il Buontalenti stesso fu l'ideatore di queste macchine e stravaganze che rispecchiavano la personalità e gli interessi del nuovo granduca stesso, amante delle stranezze naturali, dell'alchimia, dell'estro più fantasioso (come ci manifesta pure un altro capolavoro da lui commissionato, lo Studiolo in Palazzo Vecchio).

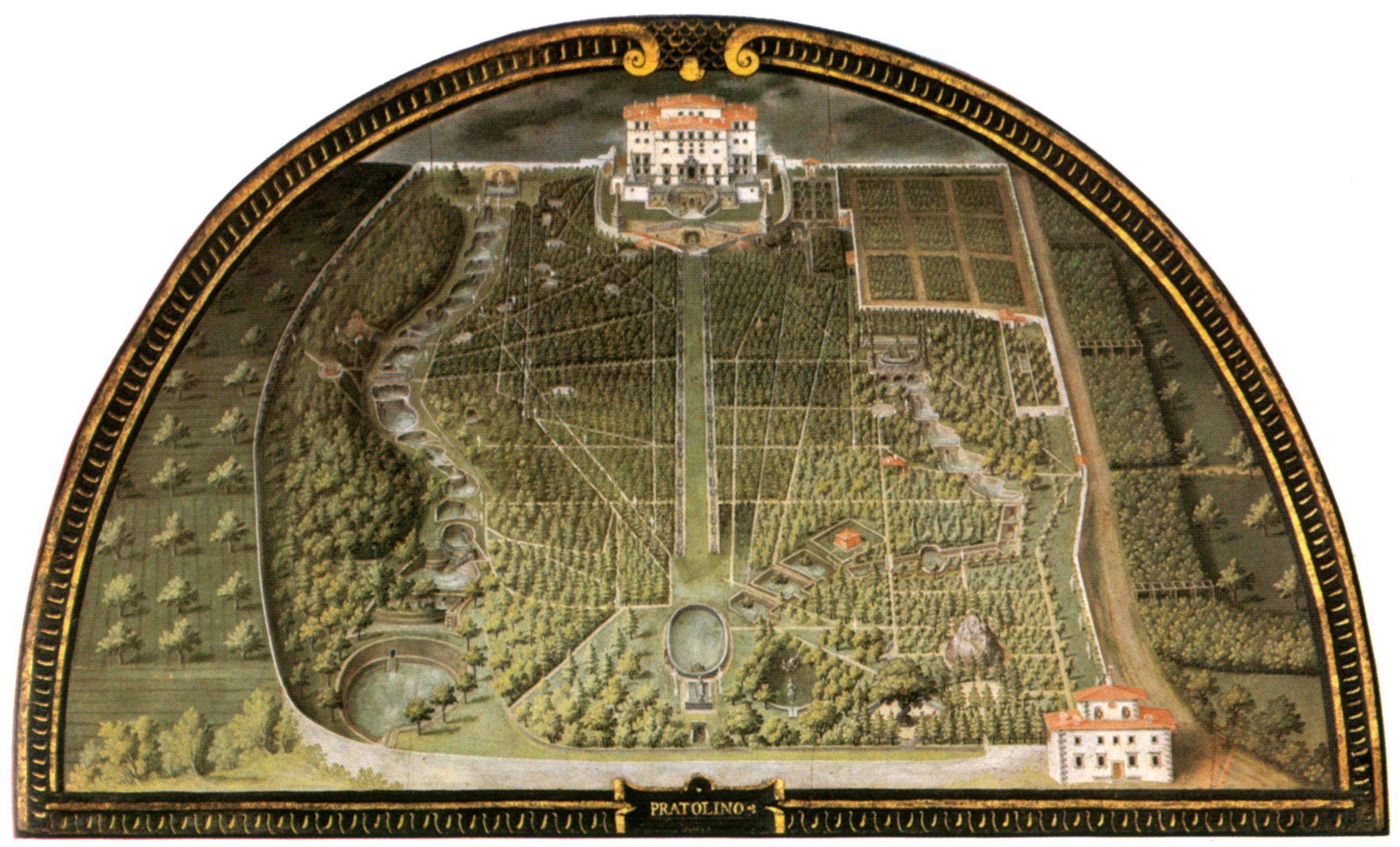
La zona sud del parco della Villa di Pratolino alla fine del '500 in una lunetta dipinta da Giusto Utens

#### Il parco "all'italiana"
La puntuale rappresentazione realizzata da Giusto Utens facente parte della celebre serie delle Ville Medicee (1599-1602) – oggi conservata in una di esse, la Petraia – ci mostra come quello di Pratolino fosse il parco-giardino più vasto tra le tenute, nonostante ne sia stata dipinta solo la metà verso sud. 
Il parco era stato in origine progettato e costruito attorno ad un asse orientato in direzione nord-sud che congiungeva i luoghi architettonicamente più significativi del parco: a nord la Fontana di Giove, il Parco dei Moderni e il Colosso dell'Appennino, al centro la villa medicea con la sottostante Grotta del Mugnone, a sud l'ampio Stradone delle pile e il Parco degli Antichi che terminava con la Fontana della lavandaia. Lungo tale percorso assiale si dipartivano ordinatamente una serie di viali, sentieri e labirinti, che portavano a grotte, fontane, vasche, statue disseminate ovunque. Suscitavano particolare ammirazione i sofisticati meccanismi che muovevano automi e alimentavano suoni e giochi d'acqua. In questo complesso i vari elementi architettonici del parco erano individuabili grazie alla percezione dei sensi, stimolati dal rumore delle acque e dalle piogge artificiali.  
Per la sua realizzazione lavorarono oltre a Bernardo Buontalenti, Bartolomeo Ammannati, Valerio Cioli, Vincenzo Danti e il Giambologna.  
Nella dettagliata rappresentazione di Giusto Utens sono in evidenza una lunga ed articolata sequela di vasche comunicanti ("gamberaie") che portavano acqua da monte a valle, in un succedersi continuo di cascate, laghetti artificiali ed altre trovate di grandioso effetto scenico. Di tale scenografico complesso idrico oggi sono visibili solo esili tracce: tra di esse la testata, costituita dalla Peschiera della Maschera (in alto a sinistra), e il punto terminale, con la Vasca della Lavandaia (ovale in basso al centro).  

##### IlColosso dell'Appennino
Con queste parole il poliedrico artista Antoine-Laurent Castellan descrisse la meraviglia provata dinnanzi al Colosso dell'Appennino, durante la sua visita in Toscana nel 1797. 
L’opera fu realizzata tra 1579 e 1580 dall’artista fiammingo Giambologna che scolpì il gigante nel momento del risveglio o della nascita dalla montagna. Questo, che rimane l'esempio più pregevole degli arredi originali, è alto 14 metri, e rappresenta una immagine poderosa ed idealizzata dell'Appennino italiano, da cui sorgono i fiumi toscani. All'esterno, la statua è ornata di spugne e concrezioni calcaree, dalle quali viene versata l'acqua nella grande vasca sottostante. All'interno è ricavata una grotta esagona, accessibile dal retro del complesso, collegata mediante una scala al vano ricavato nella parte alta del corpo e nella testa, che prende luce dagli occhi stessi. Il Drago fu aggiunto da Giovan Battista Foggini nel Seicento. Un giovane Tommaso Francini eseguì una serie di giochi d'acqua, la cui fama lo portarono poi alla corte del re di Francia dove rimase per il resto della sua vita.
Originariamente era incorniciato da una imponente nicchia, che con il tempo crollò distruggendo anche il vano che ospitava la fontana delle Tedide. Dietro al Colosso si trovava il grande labirinto d'alloro, mentre di fronte si apriva un ampio spazio regolare, sui cui lati erano collocate ventisei sculture, oggi disperse.

#### La villa

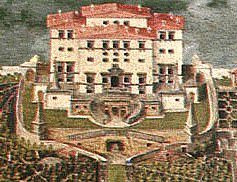
Dettaglio della villa medicea alla fine del '500 rappresentata in un dipinto di Giusto Utens (vista da sud)

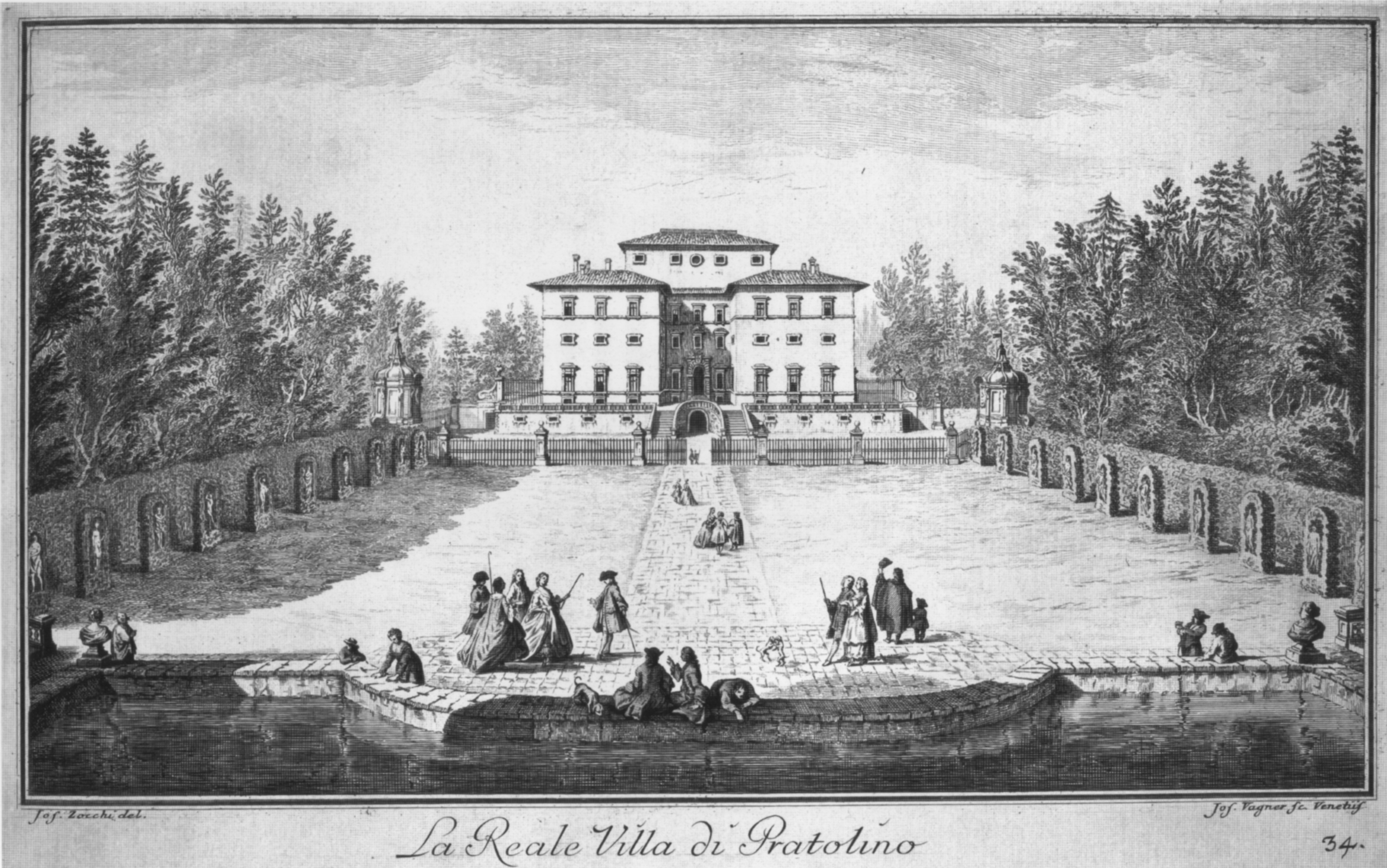
La villa medicea vista dal laghetto dell'Appennino, in una incisione di Giuseppe Zocchi del 1744 (vista da nord)

La villa era magnifica quanto il parco. Compatta nella struttura esterna, con le tipiche finestre incorniciate da pietra serena sull'intonaco bianco, era razionalmente simmetrica nella disposizione degli ambienti interni. Nell'alto basamento si apriva una serie di fantasiose grotte artificiali come la Grotta del Diluvio, quella di Galatea, della Stufa, della Spugna o della Samaritana, nelle quali Francesco, incline alla solitudine e all'evasione, era solito rinchiudersi per conviti segreti con la sua amante Bianca Cappello, che poté sposare solo quando entrambi rimasero vedovi, dopo il 1579, seppure, in un primo momento, per prudenza, le nozze furono tenute segrete. 

### La casata dei Medici
Francesco e Bianca morirono improvvisamente nel 1587 alla Villa medicea di Poggio a Caiano. La dimora di Pratolino, così intrisa della memoria di Francesco, del suo inquieto e malinconico edonismo, fu poco frequentata dai successivi granduchi medicei. A Pratolino, benché fosse un modello culturale imitato in tutta Europa, si cominciarono a registrare fin dal Seicento le prime sparizioni di statue e di impianti idraulici.
Solo nel tardo Seicento il Gran Principe – cioè principe ereditario – Ferdinando de' Medici, figlio di Cosimo III, figura inquieta e per certi versi simile al suo antenato, collezionista di cose rare e curiose, amante del diletto e del "capriccio", prese a cuore Pratolino e ne curò un restauro e ulteriore abbellimento con nuove opere artistiche: dipinti di Anton Domenico Gabbiani e di Sebastiano Ricci, scene di caccia di Crescenzio Onofri, paesaggi dipinti dal medesimo autore con figure di Francesco Petrucci nel salone (sei dipinti su tela) ed affrescati nel primo piano da Pier Dandini (perduti); un nuovo è più intimo teatro teatro a modifica dell'esistente, realizzato nel terzo piano dall'architetto Anton Maria Ferri (1697); nuove statue per il parco. Ferdinando non divenne mai granduca per la sua morte prematura nel 1713 a causa della sifilide.

### La casata dei Lorena
Il complesso, necessitando  di ingenti risorse economiche per la sua manutenzione e sopravvivenza, subì un periodo di abbandono con l'avvento dei Lorena, i quali avevano una visione completamente diversa della gestione del patrimonio già appartenuto ai Medici: le ville soprattutto non erano più un luogo di svago, ma un "costo" disperso nel territorio, per cui la loro oculata gestione di stampo illuministico portò alla progressiva alienazione delle ville. 
Pratolino subì una sorte particolarmente dolorosa perché alla fine del Settecento presentava uno stato di conservazione molto preoccupante. Il lungo abbandono e l'incuria avevano notevolmente compromesso l'impianto decorativo del parco, ormai usato solo come riserva di caccia, e anche la villa, che aveva subito infiltrazioni d'acqua provenienti dalle grotte sotterranee alle quali nessuno aveva posto rimedio nel tempo, era ormai dissestata. In questo contesto molte delle statue vennero trasferite al Giardino di Boboli.

#### La trasformazione in parco "all'inglese" e l'abbattimento della villa
Nel 1819 il Granduca Ferdinando III operò una vasta opera di recupero e ristrutturazione del parco attraverso la trasformazione dello splendido giardino all'italiana in giardino all'inglese, per opera del paesaggista boemo Josef Fritsch (1774-1867), mutando completamente la originaria configurazione e percezione dell'insieme. 
Questa scelta progettuale causò la perdita della impostazione assiale, l'inglobamento in maniera sparsa delle architetture superstiti del parco buontalentiano nell'impianto paesaggistico, l'allargamento delle aree di rappresentanza a spese di quelle coltivate,  l'ingrandimento della superficie del parco da venti a settantotto ettari, l'avvio de processo di progressivo abbandono della zona sud del parco (con la scomparsa quasi completa della configurazione rappresentata nel'immagine di Utens).
La trasformazione comportò, soprattutto, la demolizione del palazzo mediceo (con la sola esclusione della zona della scenografica Fonte del Mugnone), che venne fatto saltare con le mine nel 1820, in considerazione del costo ritenuto eccessivo per il suo recupero. Decaduta l'ipotesi di una sua ricostruzione, rimasta inedificata e destinata a verde l'area su cui sorgeva la villa, scomparve ogni traccia di quella che secondo alcuni era stata la più splendida, e sicuramente la più stravagante delle ville medicee, in cui "nulla fu risparmiato per convertire un'orrida solitudine in un teatro di delizie, di magnificenza e di comodi".

### La casata dei Demidoff

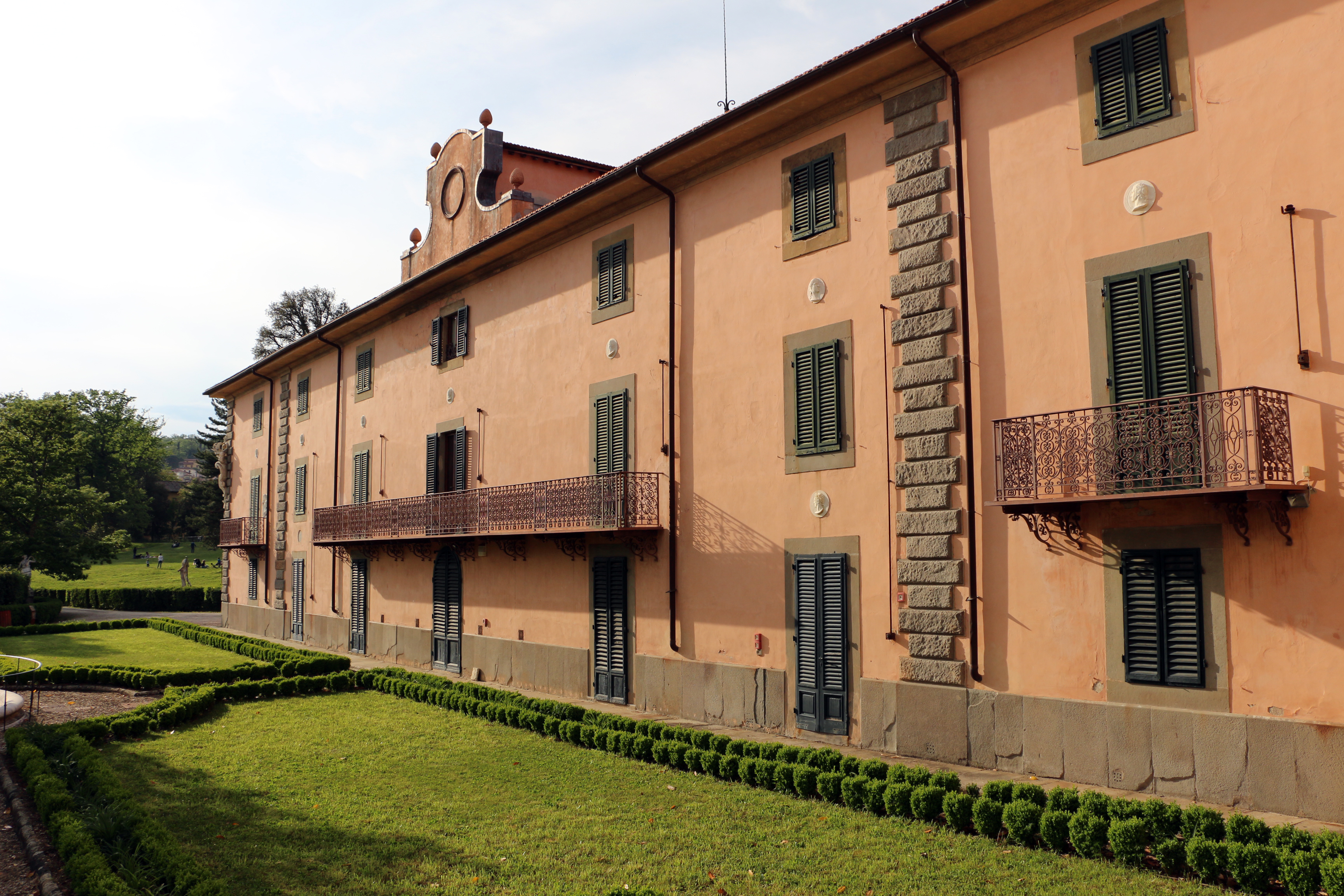
Villa Demidoff (ex paggeria medicea)

Il parco, di proprietà di Leopoldo II dal 1837, fu venduto alla sua morte al principe russo Paolo II Demidoff (1872).
I Demidoff erano una ricchissima famiglia di industriali di origine russa, che, in seguito all'invio di Nicola Demidoff come ambasciatore a Firenze nel 1822, si stabilirono a Firenze, dove animarono la vita culturale e politica della città.
Dopo aver acquistato Pratolino, ristrutturarono gli edifici superstiti presenti nel parco: le scuderie, la cappella e la fattoria. L'edificio secondario delle paggerie, originale del periodo del Buontalenti, fu ristrutturato e ingrandito  dall'architetto Emilio de Fabris, trasformandolo nella villa residenziale della famiglia, assumendone la denominazione che oggi indica anche il parco stesso.
Dopo la morte dell'ultima discendente, la principessa Marija Pavlovna Demidova (1877-1955), la proprietà fu ereditata dal figlio della sorella Aurora, Pavel Karađorđević, principe-reggente di Jugoslavia dal 1934 al 1940, il quale poco dopo se ne disfece vendendo la maggior parte degli arredi in una grande asta da Sotheby’s. Nel 1981 la villa è stata acquistata dalla provincia di Firenze per un miliardo di lire ed aperta al pubblico nel 1985.

## Il parco oggi

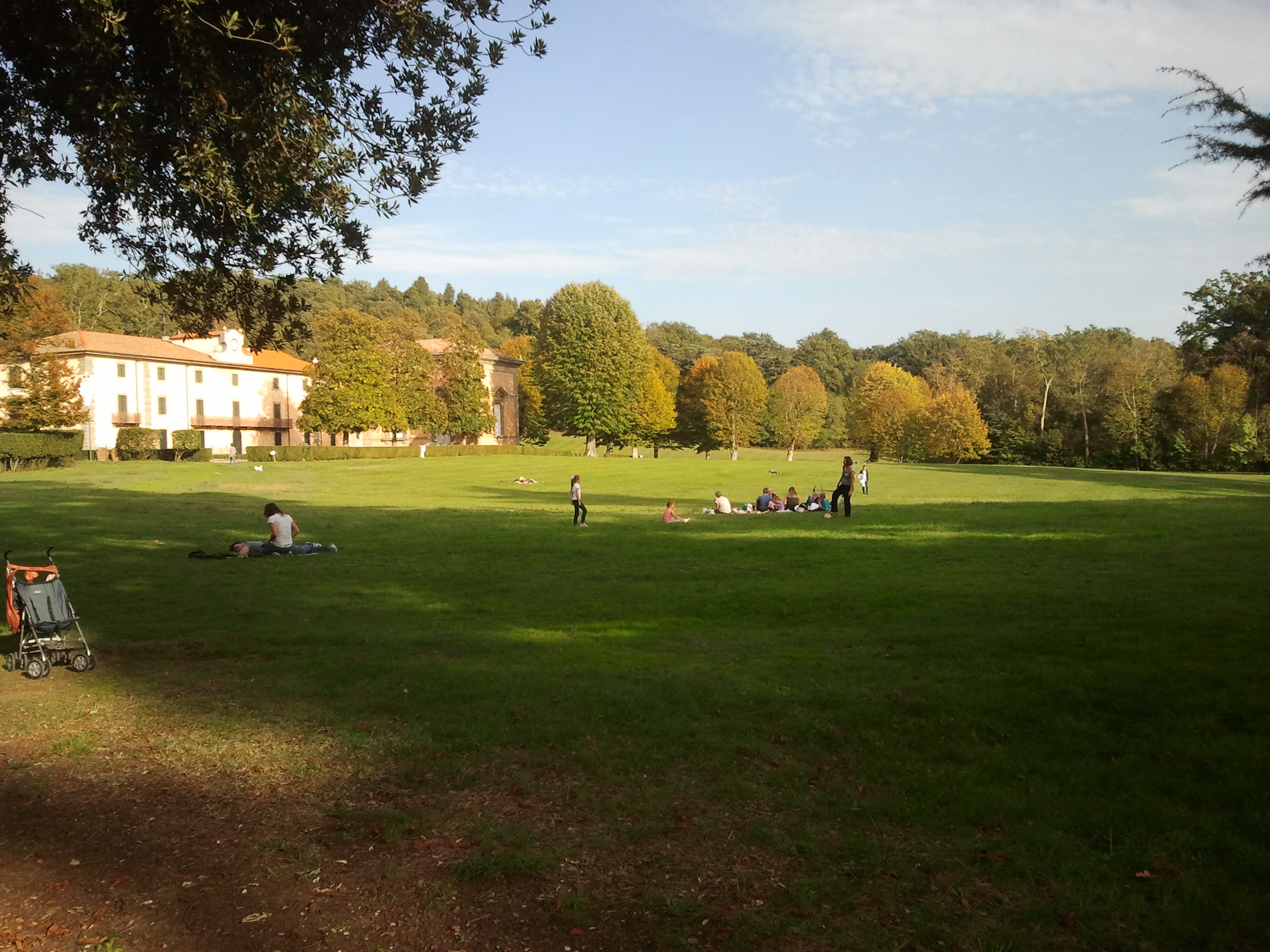
Veduta del Parco con la Villa Demidoff (ex Paggeria)

Il parco si presenta attualmente pressoché identico al naturalistico progetto ottocentesco, mentre non è più leggibile l'impianto cinquecentesco originario. Di quest'ultimo sono conservate tuttavia nella locazione originaria numerose opere di rilevante interesse: il Colosso dell'Appennino di Giambologna; la Fonte di Giove, la cui copia fu collocata dai Demidoff alla fine dell'Ottocento; le due mete di spugna; la piccola cappella a pianta esagonale con loggiato esterno, progettata dal Buontalenti, sul retro della quale è sepolta la principessa Marija Pavlovna Demidova, ultima erede dei Demidoff; la Fonte del Mugnone, la cui statua fu scolpita dal Giambologna (1577); la Peschiera della Maschera, in origine adibita anche a piscina e attrezzata per bagni caldi; la Grotta di Cupido, costruita dal Buontalenti nel 1577; la Grande Voliera.
Ad esse si aggiungono alcune significative architetture ottocentesche: il Casino neoclassico di Montili, realizzato intorno al 1820 dall'architetto Luigi de Cambray-Digny in una zona periferica del parco, e la paggeria medicea ristrutturata dai Demidoff come villa.
In tutto il parco sono presenti suggestivi alberi secolari, tra cui querce, farnie, cedri e ippocastani, veri e propri monumenti naturali.
Il 17 ottobre 2009, nel parco è stato installato il Diamante, struttura geometrica tecnica a 42 facce, alta 12 metri, con lo scopo di produrre energia elettrica di origine fotovoltaica e accumularla sotto forma di gas idrogeno, per alimentare le necessità del parco stesso e la ricarica delle biciclette elettriche a disposizione dei visitatori.